# Séisme de mars 2011 au Yunnan
Ne doit pas être confondu avec Séisme de mars 2011 en Birmanie.
Un séisme  de magnitude 5,4 est survenu le 10 mars 2011 à 12 h 58 (heure chinoise) avec son épicentre localisé dans le Xian de Yingjiang, au Yunnan, en Chine, près de la frontière birmane. 26 morts et 313 blessés, dont 133 sérieux, ont été recensés. Pas moins d'un millier de secousses étaient survenues dans la région le mois précédent. 1 039 bâtiments ont été détruits et 4 994 ont été endommagés. Ce séisme est survenu la veille du plus grand séisme au Japon, qui a formé un tsunami.